# Con:trust

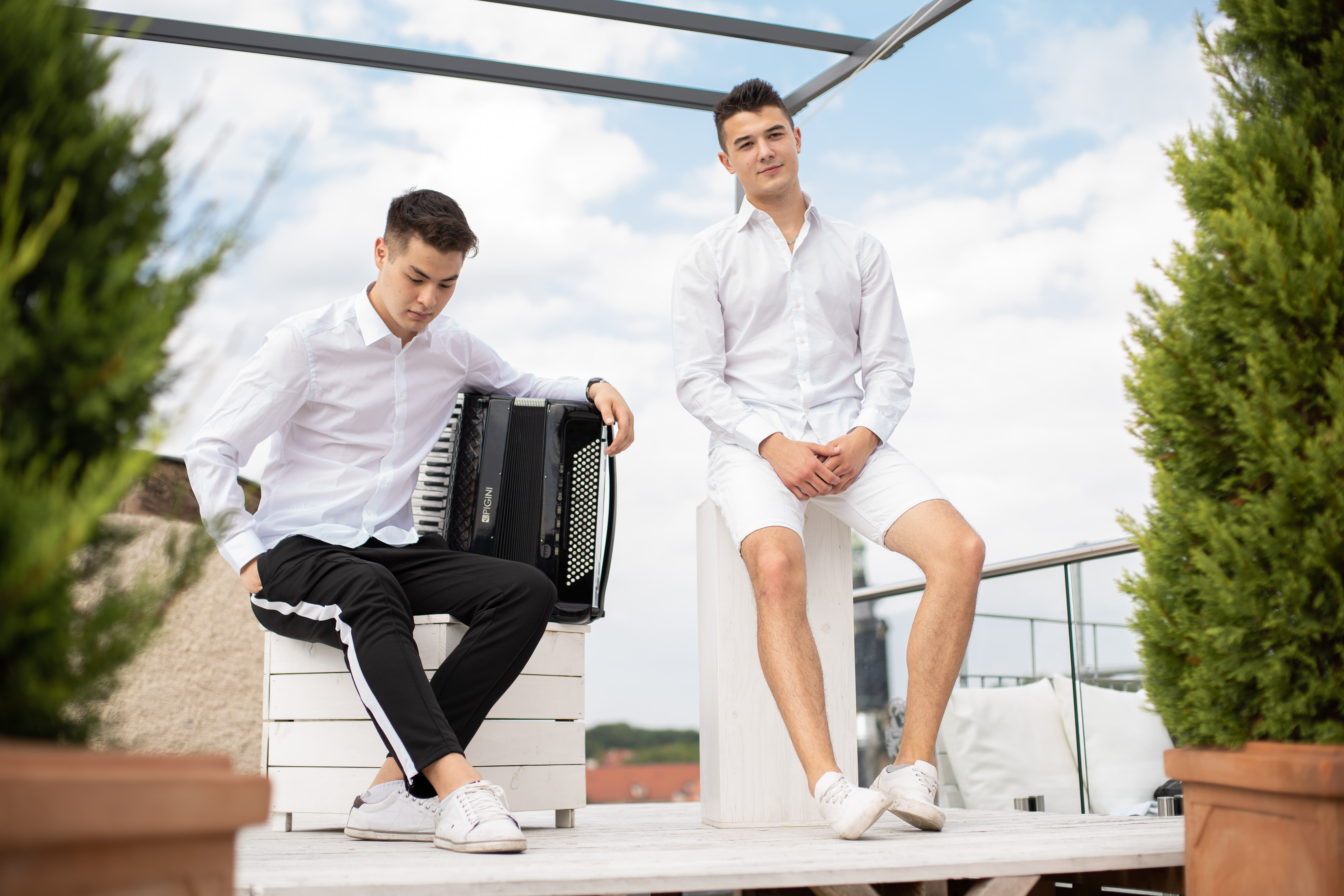
Akkordeonduo con:trust, Marius Staible und Daniel Roth

con:trust ist ein deutsches Akkordeon-Duo, bestehend aus Marius Staible und Daniel Roth. Das Duo ist bekannt für seine Interpretation klassischer und moderner Musik.

## Werdegang
Marius Staible (* 31. Oktober 1997 in Halle (Saale)) und Daniel Roth (* 19. Januar 1997 in Neunkirchen (Saar)) haben sich 2010 auf einer Akkordeon-Tagung in Ottweiler kennengelernt. 2016 vereinte sie das gemeinsame Studium an der Hochschule für Musik Franz Liszt Weimar in der Klasse von Claudia Buder. Das Duo gewann 2016 den internationalen Kammermusikwettbewerb „Val Tidone“ und den internationalen Kammermusikwettbewerb „Tino Anguissola Scotti“ als jüngste Teilnehmer und einziges Akkordeonduo in Pianello Val Tidone, Italien. 2018 traten Staible und Roth in der Berliner Philharmonie auf.
Das Duo etabliert das Akkordeon europaweit und verbindet seine Musik mit choreografischer Performance, Licht und bildender Kunst sowie Film. 2019 veröffentlichte das Duo in einer Zusammenarbeit mit dem Vonderau Museum Fulda eine CD verschollener Kompositionen der Loheland-Gymnastik. Staible und Roth nutzten die COVID-19-Pandemie um digitale Konzertformate zu entwickeln und erlangten damit schnell internationale Bekanntheit. Diese interdisziplinäre Arbeit war ein Vorbild für junge Musiker und wurde 2020 beim MDR Thüringen Journal und bei Deutschlandfunk Kultur porträtiert. 2022 erhielt das Duo für seine besonderen Leistungen an der Musikhochschule Weimar den Franz-Liszt-Preis.

## Auszeichnungen
- 2016: Pianello Val Tidone – Gewinner des internationalen Kammermusikwettbewerbs „Val Tidone“
- 2016: Pianello Val Tidone – Gewinner des internationalen Kammermusikwettbewerbs „Tino Anguissola Scotti“
- 2022: Weimar – Franz-Liszt-Preis der Hochschule für Musik Franz Liszt Weimar